# Sfingomielina

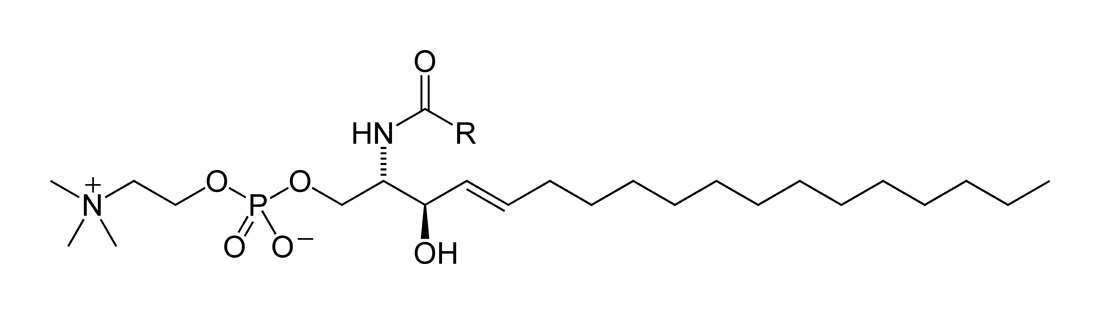
Ogólny wzór sfingomieliny, R – oznacza resztę kwasu tłuszczowego

Sfingomielina – organiczny związek chemiczny z grupy lipidów (sfingolipidów).

## Budowa
Sfingomielina jest tłuszczem złożonym, zbudowanym ze sfingozyny, reszty kwasu tłuszczowego, reszty fosforanowej i choliny; w którym reszta kwasu fosforowego przytwierdzona jest do grupy hydroksylowej sfingozyny wiązaniem estrowym, natomiast do grupy aminowej sfingozyny przytwierdzony jest kwas tłuszczowy poprzez wiązanie peptydowe.

## Występowanie
Występuje w dużych ilościach w mózgu i tkance nerwowej.